# Mumetopia
Genre
Mumetopia est un genre d'insectes diptères de la famille des Anthomyzidae.

## Liste d'espèces
Selon BioLib (14 avril 2019) :
- Mumetopia messor Roháček & Barber, 2009
- Mumetopia nigrimana (Coquillett, 1900)
- Mumetopia occipitalis Melander, 1913 - espèce type
- Mumetopia taeniata Roháček & Barber, 2009
- Mumetopia terminalis (Loew, 1863)

## Publication originale
- (en) Axel Leonard Melander, « A synopsis of the dipterous groups Agromyzinae, Milichiinae, Ochthiphilinae, and Geomyzinae », Journal of the New York Entomological Society, Lawrence, New York Entomological Society (d), BioOne et inconnu, vol. 21, no 4,‎ 1913, p. 283-300 (ISSN 0028-7199 et 1937-2361, OCLC 1334066, JSTOR 25003579, lire en ligne).